# Melacheval
Melacheval é uma panchayat (vila) no distrito de Tirunelveli, no estado indiano de Tamil Nadu.

## Demografia
Segundo o censo de 2001,  Melacheval  tinha uma população de 7340 habitantes. Os indivíduos do sexo masculino constituem 49% da população e os do sexo feminino 51%. Melacheval tem uma taxa de literacia de 71%, superior à média nacional de 59.5%: a literacia no sexo masculino é de 78% e no sexo feminino é de 64%. Em Melacheval, 12% da população está abaixo dos 6 anos de idade.